# Neufmanil
 Neufmanil  es una población y comuna francesa, en la región de Champaña-Ardenas, departamento de Ardenas, en el distrito de Charleville-Mézières y cantón de Nouzonville.

## Demografía
| 1071 | 1202 | 1127 | 1211 | 1204 | 1203 |
| Para los censos de 1962 a 1999 la población legal corresponde a la población sin duplicidades (Fuente: INSEE [Consultar]) |      |      |      |      |      |